# Füllvlies
Füllvliese, eigentlich Füllvliesstoffe, sind voluminöse wärmedämmende Schichten, die in Thermobekleidung eingearbeitet werden. Um die erforderliche Fülligkeit, Kompressibilität und Bauscherhohlung zu erzielen, sollten die Fasern eine entsprechende Kräuselung aufweisen. Meistens werden Polyesterfasern genutzt. Die Flächenmassen der Füllvliesstoffe liegt zwischen 60 und 600 g/m².
Diese Art der Vliesstoffe ist zum Teil multifunktionell. Je nach Konstruktion, mit auflaminierten Hydro-Membranen und verwendetem Material sind die Füllvliese in ihren Eigenschaften variabel dem jeweiligen Verwendungszweck angepasst.
Die übliche Verarbeitungsform ist als Innenstepper mit von außen nicht sichtbaren Steppnähten oder als nur an den Nähten mit Bändern aufgehängtem Hängevlies, was die Wärmehaltung verbessert und bei der Herstellung Energie spart.